# Osamu Fushimizu
Osamu Fushimizu (伏水修, Fushimizu Osamu, parfois aussi nommé Shu Fushimizu), né le 5 décembre 1910 à Osaka et mort en 1942, est un réalisateur japonais.

## Biographie
Osamu Fushimizu commence sa carrière de réalisateur en 1936 au sein de la P.C.L. , société qui devient l'année suivante la Tōhō, à la suite d'une fusion. Il est principalement connu pour avoir réalisé Nuits de Chine (1940), un mélodrame mettant scène Kazuo Hasegawa et Yoshiko Ōtaka et qui connaît un immense succès au Japon. Ce film de propagande tourné à Shanghai, conte l'histoire d'une jeune orpheline chinoise rebelle qui finit par tomber amoureuse d'un officier japonais.
Son dernier film, Seishun no kiryū (1942) avec Den Obinata et Setsuko Hara, est tourné d'après un scénario d'Akira Kurosawa. Quelques années auparavant, ce dernier avait déjà travaillé sous les ordres d'Osamu Fushimizu en tant que troisième assistant réalisateur lors de ses débuts à la P.C.L.
Osamu Fushimizu meurt de la tuberculose en 1942. Il a réalisé quinze films entre 1936 et 1942 pour la P.C.L. et la Tōhō.

## Filmographie

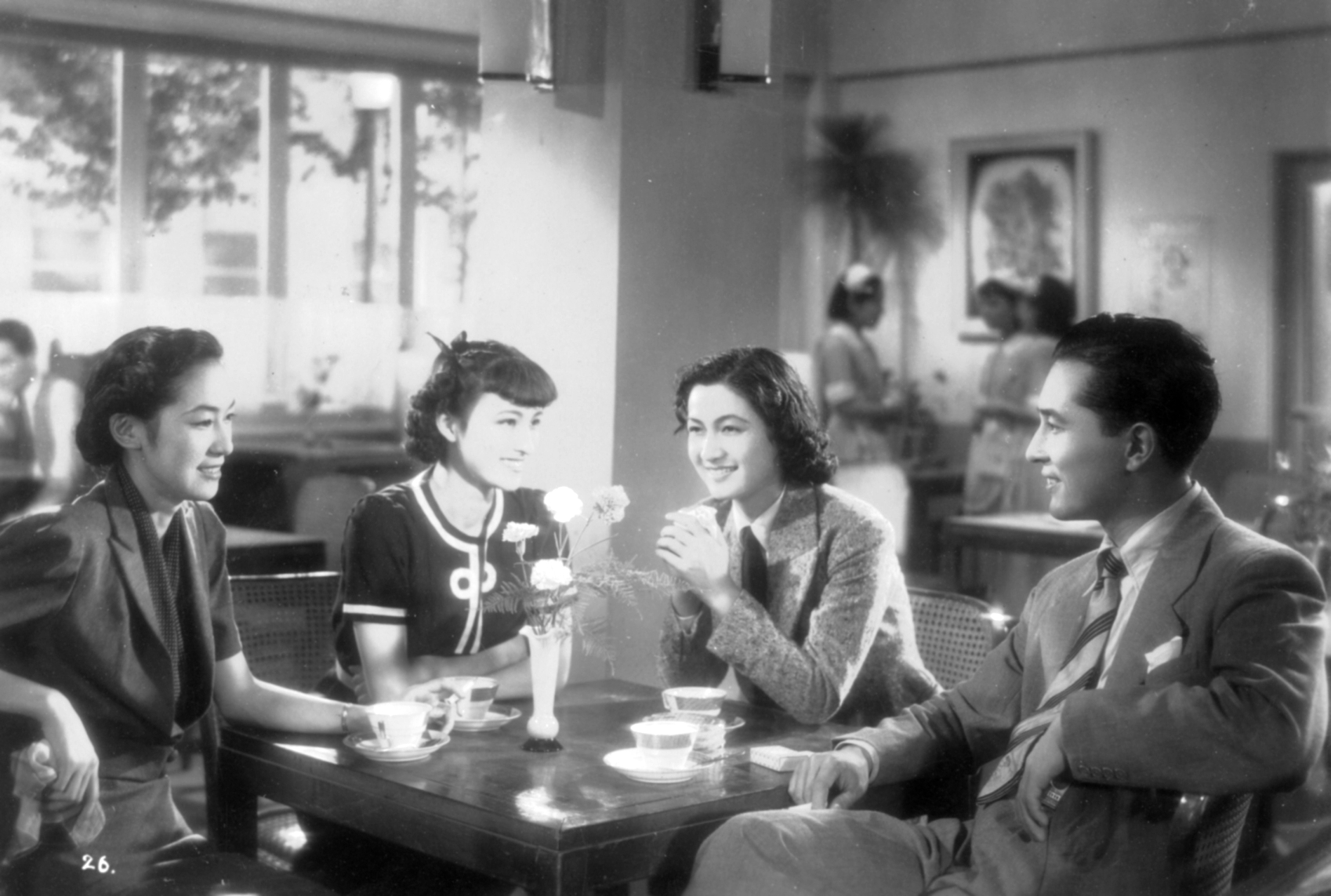
De g. à d. : Reiko Minakami, Kazuko Enami, Setsuko Hara et Akira Tatematsu dans Tōkyō no josei (1939).

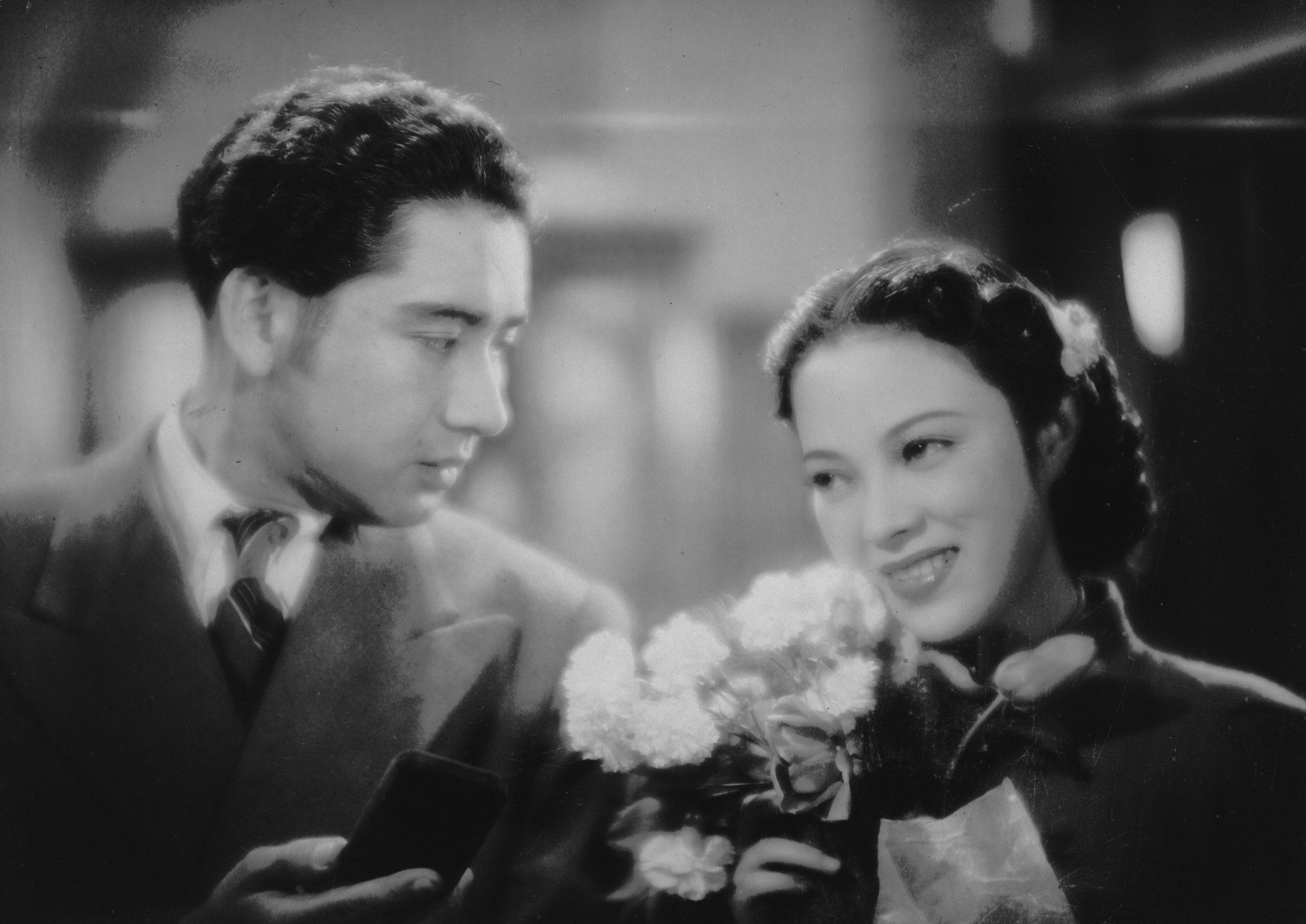
Kazuo Hasegawa et Yoshiko Ōtaka dans Nuits de Chine (1940).

La filmographie d'Osamu Fushimizu est établie à partir de la base de données JMDb.
- 1936 : Akireta renchū (あきれた連中?), co-réalisé avec Kei Okada
- 1936 : Utau yajikita (歌ふ弥次喜多?), co-réalisé avec Kei Okada
- 1936 : Uta no yononaka (唄の世の中?)
- 1936 : Tōkyō rapesodi (東京ラプソディ?)
- 1937 : Fūryū enkatai (風流演歌隊?)
- 1937 : Shirobara wa sakedo (白薔薇は咲けど?)
- 1937 : Tasogare no mizuumi (たそがれの湖?)
- 1938 : Seiki no gasshō: Aikoku kōshin kyoku (世紀の合唱 愛国行進曲?)
- 1938 : Gunkō no otome-tachi (軍港の乙女達?)
- 1939 : Funade wa tanoshi (船出は楽し?)
- 1939 : Tōkyō no josei (東京の女性?)
- 1939 : Kimi o yobu uta (君を呼ぶ歌?)
- 1940 : Nuits de Chine (支那の夜, Shina no yoru?) (film en deux parties)
- 1942 : Seishun no kiryū (青春の気流?)